# 萬隆東營區社會福利設施
25°00′02″N 121°32′56″E / 25.00046°N 121.54901°E

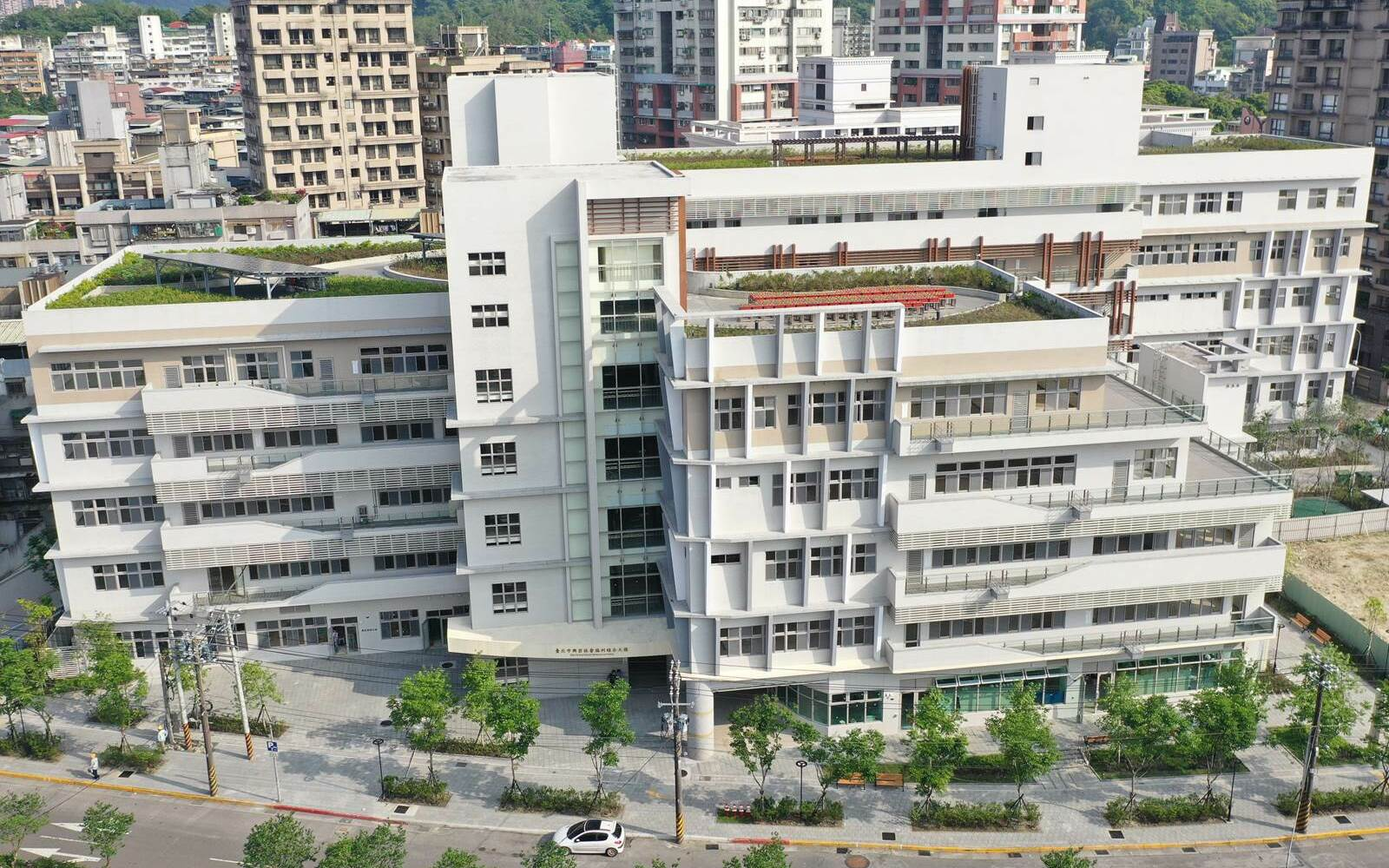
萬隆東營區社會福利設施，經票選後正式命名為臺北市興岩社會福利綜合大樓

臺北市興岩社會福利綜合大樓為台北市政府的綜合性社會福利服務設施，為長者、身障、婦女、兒少、嬰幼兒等族群提供共融服務。位於台北市文山區興隆路二段，原址為國防部軍法局營區。該社福設施工程在2023年3月竣工，2024年1月完工啟用。

## 歷史

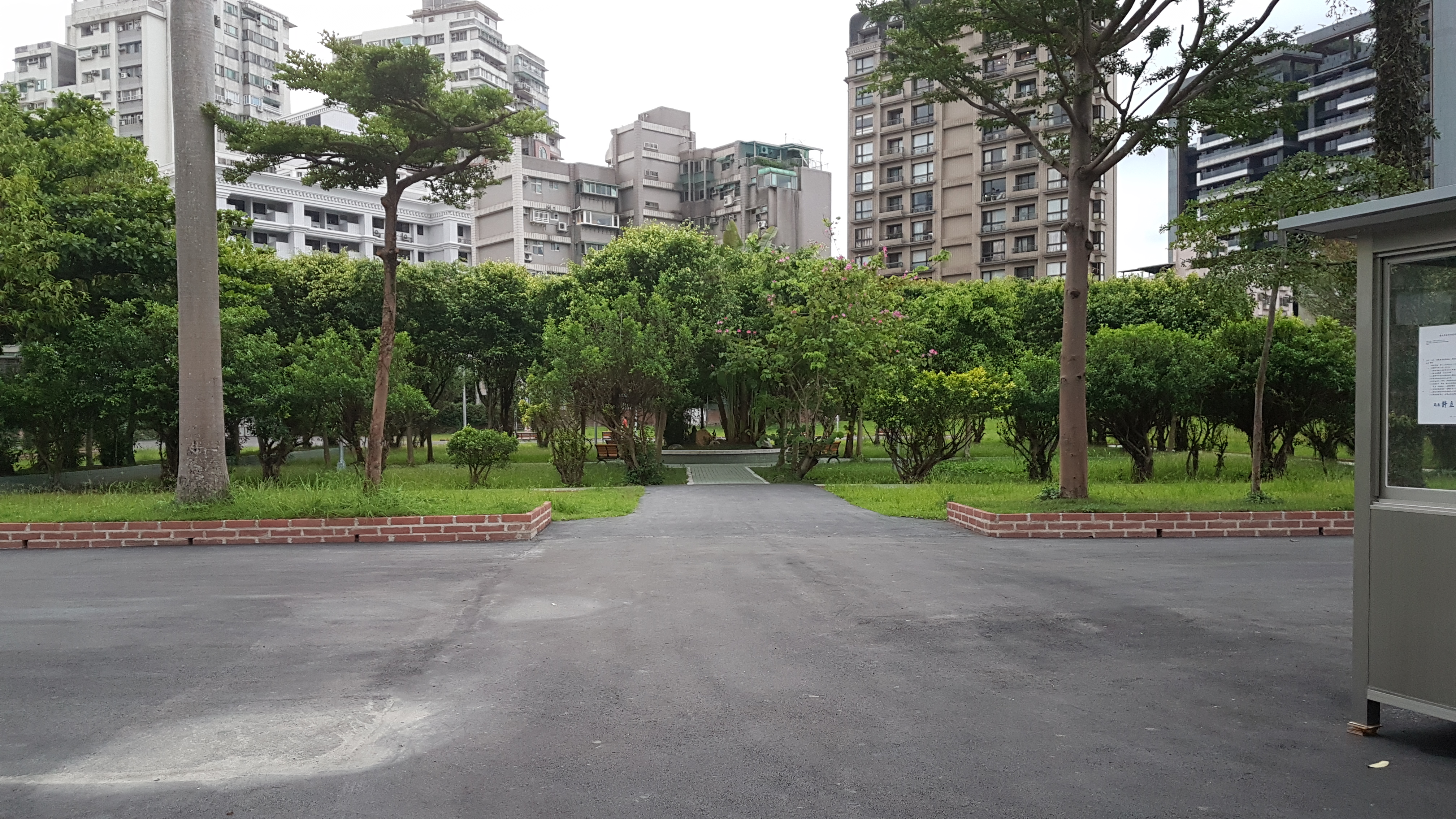
在社福設施動工前暫時闢建的簡易公園萬隆東營區綠園地

萬隆東營區原先為國防部軍法局（今國防部法律事務司）駐地，已經使用五十多年，2016年軍方撤出並移除地上建築物，用地荒廢。原先計畫設食物銀行和公共住宅，但遭到居民反對，憂心吸引街友。而公共住宅部分因用地屬於社會福利用地，而且臺北市和新北市政府所有權各佔50%，要蓋公宅需辦理有償撥用增加難度。
2018年5月15日，原先萬隆東營區闢建為簡易公園萬隆東營區綠園地，有2個羽球場和中庭休憩區，開放時段為每天上午5時到晚上9時。臺北市議員王欣儀建議市府諮詢在地意見，取個容易講的名字。
興岩社會福利綜合大樓由台北市政府社會局委託臺北市政府工務局新建工程處興建，基地面積佔地9,183平方公尺，耗資新台幣17億9,347萬9,328元。2020年10月20日開工，2023年3月31日竣工，5月26日取得使用執照，2024年1月正式完成啟用，6層樓高的建築包含21項社會福利及公共服務設施，包括托嬰中心、親子館、非營利幼兒園、老人日照、老人服務中心、住宿式長照機構、身障日間照顧機構、共居家園、婦女支持培力、銀髮就業服務、復健中心、庇護工場、區民活動中心與里辦公室。其中幼兒園計畫招收106名幼童，托嬰中心計畫收托45名嬰兒。